# Storia della psichiatria
Nel corso del tempo e nelle diverse civiltà, gli approcci, le spiegazioni, l'atteggiamento e i trattamenti relativi alla follia hanno subito cambiamenti radicali e, nell'impossibilità di una trattazione esaustiva della storia della psichiatria è forse utile una schematizzazione che consenta di tracciarne le tappe fondamentali ripercorrendo quali sono stati i cambiamenti di alcuni aspetti paradigmatici della psichiatria:
- la spiegazione e l'origine (natura) della follia
- le modalità di trattamento dei folli
- le persone e le istituzioni deputate al trattamento.

## Antiche concezioni animistiche
La nostra conoscenza delle psichiatrie primitive è molto frammentaria, anche se sembra chiaro che i disturbi mentali esistessero già almeno a inizio neolitico. Ad ogni modo, le prime concezioni di tali disturbi furono essenzialmente animistiche: i sintomi erano cioè considerati espressione di forze esterne al soggetto, come le divinità, le quali influenzano l'agire dell'uomo. Tale modello separava dunque il sintomo dalla persona, perché causato dall'influenza di forze esterne al soggetto.

## Antico Egitto
Gli antichi Egizi ritenevano che tutte le malattie, indipendentemente dalle manifestazioni, avessero un'origine fisica e ponevano nel cuore la sede dei sintomi che oggi chiamiamo psichici: non vi era dunque alcuna distinzione tra malattia fisica e mentale.

## Grecia e Roma (VI secolo a.C. - VI secolo d.C.)
La storia della psichiatria in senso stretto, così come la stessa medicina scientifica, nasce con i Greci i quali, per primi, spezzarono le catene dell'interpretazione e della sottomissione alla malattia mentale vista come dato esclusivamente mistico-soprannaturale esprimendosi in maniera molto chiara e definita a favore delle cause naturali di quest'ultima. In altri ambiti del pensiero greco i concetti a carattere religioso naturalmente sopravvissero, esprimendosi come causa scatenante e inconfondibile di alcune malattie, con metodi di trattamento che andavano anche al di fuori da quelli che erano i canoni della medicina ufficiale, basti pensare al cosiddetto morbo sacro: ovvero l'epilessia.
Ippocrate (460 a.C.-377 a.C.) introdusse il concetto innovativo che la malattia e la salute dipendessero da specifiche circostanze della vita umana e non da superiori interventi divini ("la divinità vive nel metabolismo del cervello stesso"): la condizione di salute o malattia veniva spiegata, organicamente, come risultante dello sbilanciarsi di quattro umori (teoria umorale), in particolare la depressione era considerata legata ad un eccesso di bile nera. Basandosi sull'osservazione clinica, Ippocrate individuò nelle freniti le malattie psicotiche organiche primitive del cervello (disturbo mentale acuto con febbre); nelle manie i disturbi mentali acuti senza febbre; nella melanconia il disturbo mentale stabilizzato o cronico (insania); sottrasse l'epilessia al mondo magico ("morbo sacro", dovuto alla maledizione degli dei), attribuendole un significato simile a quello odierno.
Per quanto concerne i sintomi somatici senza danno fisico, ovvero le somatizzazioni, essi prendevano il nome di isteria, dal termine greco indicante l'utero: si riteneva che tale organo si spostasse all'interno del corpo, entrando in contatto con cuore, fegato, testa, arti, che così influenzati dolevano, l'isteria fu vista per la prima volta come il frutto dell'insoddisfazione erotica, il che coincide sostanzialmente con l'interpretazione fornita dalla scuola psicoanalitica di Freud.
La nostra fonte migliore per quanto riguarda i rudimentali e iniziali metodi terapeutici nei confronti delle malattie mentali si devono al metodista Sorano d'Efeso, il quale nella sua opera di medicina generale ci ha anche offerto il suo punto di vista nei riguardi delle principali malattie psichiatriche; punto di vista che, nonostante appartenga ad un esponente del pensiero metodista e quindi non al pensiero tradizionale umorale ippocrateo, è talmente simile a quello degli altri autori da poter essere usato tranquillamente come sintesi generale dell'intera psichiatria greco-romana. Sorano distingue tre tipi di malattie mentali principali: La già citata frenite ovvero la malattia dello spirito (originariamente localizzato nel diaframma dal greco fren) descritta come “malattia acuta accompagnata da stati febbrili e polso piccolo”, la mania e la malinconia. Esse derivano tutte, secondo i criteri generali del pensiero metodista, da un eccessivo rilassamento (status laxus) o costrizione dei tessuti (status strictus). Per quanto riguarda la frenite i metodi terapeutici proposti sono l'isolamento in una camera illuminata o oscurata a seconda del livello di tensione dei tessuti, in stanze dove al paziente non sia possibile fuggire e dove possa essere tenuto costantemente sotto controllo. Egli individua inoltre il centro nevralgico di tale malattia nella testa.
Per quanto riguarda la mania Sorano smentisce immediatamente i filosofi platonici che la identificavano esclusivamente come una malattia dello spirito riportandola su un piano squisitamente clinico e naturale. Coloro che si ammalavano di tale malattia mostravano come sintomi sbalzi di umore improvvisi, stati di furore febbrile o profonda tristezza, oppure stati di delirio continuo (non mancavano persone che credevano di essere cavalli o grandi attori) ; i metodi di trattamento erano molto simili a quelli della frenite con l'unica differenza che venivano consigliati anche primitivi trattamenti psicoterapeutici a seconda del tipo di mania che affliggeva il paziente, venivano comunque sconsigliati l'eccessivo uso di salassi e purghe(invece abbondantemente utilizzati dagli ippocratici). La malinconia o “rabbia nera” viene descritta come una malattia caratterizzata da stadi di profonda depressione, chiusura in sé stessi, desiderio di morire, contornata occasionalmente da una breve e labile giovialità. Il punto di sviluppo di tale malattia viene visto non più nella testa bensì nell'apparato digerente. L'isteria invece non viene neppure nominata da Sorano, ma altri esponenti della teoria umorale come Areteo la considerano una malattia dell'utero.
Sebbene le malattie mentali vengano descritte come malattie del corpo il cervello non viene mai nominato. Del tutto in contrasto con la tradizione della medicina greca Sorano non parla di prognosi delle malattie mentali, mentre Areteo parla di frequentissime ricadute che possono durare tutta la vita. A causa dell'impossibilità da parte del medico di guarire definitivamente le malattie mentali si ribadisce il diritto da parte del medico di rifiutarsi di trattare coloro che sono affetti da tali malattie, principio che rimarrà sostanzialmente inalterato fino agli inizi del Settecento.
Un'opinione ci manca invece riguardo ad un eventuale ricovero dei malati mentali, sebbene alcuni passi del diritto romano ci lasciano intendere che le prigioni potessero avere anche questa funzione, la problematica rientrava probabilmente nella più estesa sfera della vita privata, Ospedali non ce n'erano proprio.

## Medioevo e Rinascimento
Della medicina medievale in generale ne sappiamo ben poco, perché nel Medioevo le conoscenze e competenze scientifiche in campo medico erano assai scarse. Si può dire che la più valida conquista del Medioevo in questo campo fu dato dal livello di organizzazione dell'assistenza ospedaliera ai malati mentali, soprattutto nei paesi arabi: siamo a conoscenza infatti di reparti per malati mentali negli ospedali di Baghdad (750), Cairo (873), e di vere e proprie strutture nate appositamente per la cura e la gestione dei malati di mente (Damasco 800, Aleppo 1270, Kaladun 1283). Nonostante il notevole livello di compassione e umanità dimostrato dai Musulmani nei confronti della pazzia, le conoscenze cliniche e terapeutiche eguagliavano grosso modo quelle dei Greci. Istituti simili a quelli già visti nel mondo arabo potevano essere ritrovate anche in Europa già a partire dal XIII secolo ad esempio a Parigi, Lione, Montpellier, Londra, Monaco, Friburgo, Zurigo.
I malati mentali venivano spesso associati a gente indemoniata o sotto il controllo del diavolo, a streghe o maghi; per questo motivo si pensava che non dovessero essere curati da figure professionali mediche, bensì da sacerdoti e inquisitori. Altro fenomeno tipico del Medioevo sono le cosiddette "epidemie psichiche" che investirono larghe fasce della popolazione: basti pensare ai flagellanti, al tarantismo, alla persecuzione degli ebrei, alle crociate dei pezzenti e ai veri e propri stati di possessione di interi gruppi nei conventi. Ma essendo il medioevo un'epoca complessa, è sbagliato parlare di regressione nel campo medico. Sotto un altro punto di vista, la figura del folle, del pazzo ha uno statuto di alto rispetto: il folle è colui che eredita la manía (alla greca), ovvero è colui che "è ispirato proprio dal Dio che sibila". Degno di menzione è il caso della cittadina fiamminga di Geel in cui nel Medioevo si sviluppò, a partire dal culto della santa cristiana chiamata Dinfna, un modello di cura perpetuatosi nel tempo in cui i malati mentali erano accolti a vivere nelle abitazioni dei residenti e venivano integrati nella comunità locale.
È opportuno soffermarsi sull'etimo della parola "follia", che deriva da "follitatem", un vocabolo assente dal vocabolario del latino classico, coniata per l'appunto durante il periodo medievale. Follitatem è un "sacco pieno di vento", un essere che ha perso qualcosa, che è pieno di aria, e conseguentemente "di vuoto". Il che non comporta un'accezione negativa, il folle porta l'alito di Dio. Lo vediamo spesso raffigurato con la bocca aperta, mentre ha tra le mani il mattarello (il bastone del matto). Il ruolo che questo ha nella corte feudale, è di rilievo, in quanto è giullare, ha il compito di far dirvertire e può dire tutto quello che vuole, senza conseguenze. Quello che dice è intoccabile, possa essere irriverente, ironico, sprezzante, nei confronti di tutta la corte. Nessuno se la prende con il matto, lui è folle per natura e suscita il riso. Inusuale portatore di verità.
Il Rinascimento non fece alcun passo avanti nel campo della psichiatria. Infatti mentre nel Medioevo la preoccupazione principale del mondo credente era quella di cacciare il demonio piuttosto che bruciare le streghe, nei secoli successivi si assiste ad una drammatica inversione di tendenza, per cui numerosi malati mentali, soprattutto donne, vengono fatte curare dalle fiamme piuttosto che da interventi clinici.
Tuttavia alcuni grandi nomi della medicina del tempo si opposero a questa sanguinaria e disumana tendenza proponendo l'origine delle malattia mentali non esclusivamente su un piano demoniaco ma anche ad un livello clinico-naturale. Si tratta della cosiddetta “prima rivoluzione psichiatrica” tra i cui fautori possiamo ricordare famosissimi nomi come Cornelio Agrippa, Paracelso, Girolamo Cardano, Lemnius e Johann Weyer.
Nonostante questa aspra e sanguinaria persecuzione il Rinascimento si dimostra un secolo all'insegna della contraddizione: numerosi istituti per malati mentali nascono infatti in questo periodo in Spagna (Valencia 1409, Saragozza 1425e Toledo 1440) e in America latina (San Hyppolito).
Lo scritto della “nuova psichiatria” che suscitò più opposizioni da parte della tradizione inquisitoria fu il “De praestigiis daemonum” di Johannes Weyer; il punto centrale di tale distanza dalla sanguinaria e primitiva tendenza inquisitoria è la concezione delle malattie mentali viste come eventi non solo esclusivamente demoniaci e soprannaturali, ma anche naturali; per questo motivo avendo a che fare con i malati mentali è necessario primariamente l'intervento di un professionista medico, e solo in seguito l'assistenza spirituale di un sacerdote in modo che possa attuare una sorta di rieducazione spirituale del paziente, indemoniato o no.
La linea comune che contraddistingueva gli appartenenti a questa prima rivoluzione psichiatrica era dunque il dubbio nei confronti dell'origine squisitamente soprannaturale della pazzia, e l'introduzione di un nuovo comune denominatore nella spiegazione razionale di tali disturbi, ovvero il concetto di immaginatio, (non molto distante in verità dalla nostra concezione di ‘'suggestione'’) ovvero quel tipo di forza psichico-spirituale capace di condizionare e di scatenare malattie psichiche e fisiche.
Indipendentemente da come si voglia giudicare la figura di Paracelso, egli fu senza dubbio il medico più famoso del suo tempo, e si dedicò alla psichiatria molto più dei suoi contemporanei dando un contributo sicuramente non indifferente allo sviluppo di tale disciplina.
Nel 1520 scrisse infatti “Delle malattie che ci derubano della ragione" in cui innanzitutto riappropriava le malattie mentali della loro iniziale base naturale, quindi propone una principale distinzione delle malattie mentali in cinque tipologie differenti ovvero: epilessia, mania, “pazzia vera e propria”, ballo di San Vito e suffucatio intellectus. L'epilessia, distinta da Paracelso in altre 5 tipologie a seconda della zona di sviluppo, viene considerata un disturbo del cosiddetto spiritus vitae e paragonata, in accordo con la sua concezione del macrocosmo-microcosmo, ad un terremoto interiore. La mania viene descritta come un'alterazione della ragione e non dei sensi dovuta alla presenza di vapori malsani che a seconda della loro zona d'azione, possono intaccare lo spiritus vitae provocando squilibri psichici ed emozionali piuttosto netti.
La pazzia vera e propria, invece, viene divisa in alte 5 categorie ovvero:lunatici, insani, vesani, melancholici e obsessi ed è originata da cattive influenze astrali o dallo sperma difettoso del padre. Il ballo di San Vito viene attribuito all'immaginatio o a sali irritanti che disturbano lo spiritus vitaee viene visto come una sorta di corea lasciva; la suffucatio intellectus, infine, viene considerata una forma mista di isteria e epilessia causata da vermi intestinali o problemi uterini. I metodi di trattamento di tali malattie da parte di Paracelso hanno il vanto di aver introdotto la chimica come nuova e utilissima forma terapeutica, sebbene la chimica proposta da Paracelso sia ancora legata alla misticheggiante arte dell'alchimia.
Gli ultimi testi pubblicati da Paracelso come il “Delle malattie invisibili” (1531) o il “De lunaticis” rinnegano infine le più importanti innovazioni proposte dallo stesso Paracelso riportando le malattie mentali su un piano del tutto mistico e soprannaturale. Nonostante queste evidenti contraddizioni e la confusa mancanza di logica della sua produzione, Paracelso ha comunque il merito di aver introdotto la chimica anche nel trattamento delle malattie mentali provocando un non trascurabile passo avanti.

## Seicento
Uno dei contributi più importanti alla psichiatria del Seicento viene da uno svizzero: Felix Plater (1536-1614) autore del testo “Medizinische praxis”.
In quest'opera Plater propone una sistematica suddivisione dei malati mentali per i quali manifestò uno straordinario interesse facendosi persino rinchiudere in un manicomio; tale suddivisione prevedeva due filoni principali ovvero: l'imbecillitas e la costernatio.
In terzo luogo veniva l'alienatio, in cui inseriva anche l'alcolismo che a partire dal Seicento iniziava a divenire un problema generale su larga scala per numerosissimi individui, la malinconia, l'amore e la gelosia, mania e possessione demoniaca. Ne include infine la rabbia, il ballo di San Vito e la frenite. Il suo quarto gruppo di malattie mentali va sotto il nome di defatigatio, è in parte di origine soprannaturale (divina o diabolica) e può anche essere trattato come tale.
Il livello di conoscenze e di suggerimenti terapeutici non rappresentano un così grande passo avanti rispetto al secolo precedente, tuttavia non si può non riconoscere al Plater un certo livello nell'osservazione clinico-patologica.
In linea di massima il Seicento non sviluppò poi grandissimi passi avanti rispetto ai traguardi raggiunti durante il Rinascimento; sicuramente si assiste ad un ridimensionamento della caccia alle streghe e agli indemoniati, tuttavia riportando il malato di mente su un piano nettamente umano la società inizia il lento ma progressivo slittamento del malato mentale in essere asociale e perciò costretto al totale isolamento fisico. Non a caso i regimi assolutistici di questo periodo, soprattutto in Francia, promossero numerose campagne di internamento dei poveri per ridurre la crisi sociale; in queste strutture come Bicetre e Salpêtrière, ma anche le Workhouses inglesi e le Zuchthaus tedesche, non vennero confinati solo i poveri, ma anche gli omosessuali, i delinquenti, coloro che non sottostavano all'autorità della Chiesa e infine proprio i malati mentali, che erano un numero così elevato da dover rendere necessario la creazione di reparti speciali per accoglierli, mentre a volte venivano rinchiusi direttamente nelle prigioni e incatenati senza un briciolo di umanità e senza nessun consulto medico; persino nelle istituzioni a carattere religioso come Il St. Lazare a Parigi istituito da San Vincenzo de' Paoli nel XVII secolo i malati mentali mantennero il loro carattere di esclusione sociale.
Se la psicosi nel corso del Seicento ancora sfugge all'attenzione del medico, discorso del tutto differente va fatto per le nevrosi, malattie molto di moda all'epoca, che iniziano ad essere investigate con l'occhio critico della ricerca medica. È proprio a questo punto della storia della psichiatria infatti che le nevrosi iniziano ad essere sottoposte a trattamento ambulatoriale da parte del medico. Testimonianze di famosi medici come Girolamo Mercuriali (1530-1606) e Thomas Sydenham lamentano la frequenza di nevrosi nei loro pazienti come ipocondrie, isterie, e problemi d'alcolismo.
Elemento comune a tutti questi grandi nomi della medicina è la ricerca di un denominatore comune nell'origine di tali patologie.
Vale la pena citare l'importanza di Sydenham nella trattazione dell'isteria; egli la considera una malattia che affligge prevalentemente le donne, mentre negli uomini prende il nome di ipocondria, essa può manifestarsi sotto numerosissime forme: come epilessia, crisi di tosse, emicrania localizzata, tachicardia, o senso di costrizione a livello toracico. Essa deriva da un'"atassia" oppure uno spasmo degli “spiriti animali” che conosciamo già da Celso o Galeno. Degno di nota il fatto che Sydenham non identifichi esattamente l'isteria né con una malattia prettamente psichica né con una nettamente fisica, bensì rimanendo un appartenente alla tradizione umorale ippocratea, nel suo caso fa un'eccezione identificandola come una malattia degli spiriti animali che, non a caso nelle donne, sono particolarmente sensibili. La sua terapia è molto semplice e si basa essenzialmente su una dieta a base di latte e sullo stare a cavallo, da lui considerato essenziale.
Molte delle teorie di Sydenham sono state accusate di ispirarsi troppo a quelle del suo contemporaneo Thomas Willis, il quale oltre a dare una lucida descrizione di alcune comunissime nevrosi come l'isteria (sebbene ne vedesse il centro di sviluppo nel cervello e non nell'utero come Sydenham e il resto della tradizione medica classica) è anche considerato il padre della moderna neurologia (ne coniò lui stesso la parola), a cui diede un serio e decisivo contributo in campo anatomico (descrizione dei nervi cranici e del sistema nervoso autonomo, neurofisiologico (a lui dobbiamo il concetto della parola “riflesso”, così come la spiegazione della funzione della corteccia cerebrale) e neuropatologico. Significativi furono anche i contributi nella spiegazione della paralisi progressiva.
Di importanza rilevante fu anche l'opera del medico personale del papa Paolo Zacchia “Questiones medico-legales” del 1621 che tratta anche di molti problemi psichiatrici.
Ultimo autore degno di nota è il medico Jean Denis che per primo diede alla luce la soluzione terapeutica della trasfusione di sangue per il trattamento delle malattie mentali, ottenendo anche discreti successi dopo aver trasfuso sangue di capra in alcuni suoi pazienti (shock?); tuttavia questa soluzione terapeutica venne presto messa fuori legge per via del decesso di alcuni suoi pazienti in seguito al trattamento e verrà ripresa dalla chirurgia soltanto nel corso dell'Ottocento.

## Settecento
Nel corso del XVIII secolo vennero fatti giganteschi passi avanti nel campo della psichiatria così come in altri settori grazie alla straordinaria e importantissima influenza dell'Illuminismo.
Uno dei primi contributi fu la completa cancellazione del vecchio medievale preconcetto che identificava il malato mentale con il posseduto dal demonio. Inoltre, venendo meno con l'illuminismo il concetto dell'anima immortale, le malattie mentali iniziano a essere trattate con criteri decisamente più scientifici, e inizia a essere riconosciuta l'importanza della psicoterapia nel trattamento di tali malattie, andando oltre quello che era il punto di vista somatico.
Il sostanziale ottimismo verso il progresso dell'umanità da parte dei pensatori illuministi provocò una profonda fiducia nei confronti della completa guarigione dei malati mentali che scatenò un'ondata di filantropismo e di umanità nei vari istituti per il trattamento di tali malattie. Numerosi medici che si interessarono di questo problema come: Abraham Joly a Ginevra, Pinel nell'ospedale parigino di Bicetre, William Tuke a York e Vincenzo Chiarugi in Toscana, liberarono i malati mentali dalle catene che li imprigionavano promuovendo un trattamento più umano e rispettoso nei loro confronti.
Nel Settecento dunque il baricentro dell'interesse può tornare dalle nevrosi alle psicosi, rimane tuttavia utile precisare che la culla della ricerca psichiatria non era rappresentata dal grandissimo numero di istituti che iniziavano a sorgere in tutta l'Europa, bensì dalle piccole case di cura private (le ‘Maisons de Santè’) in cui gli autori classici ebbero i loro primi contatti con i malati mentali.
Altri traguardi raggiunti dall'illuminismo Settecentesco furono l'ingresso della psichiatria nei tribunali e un'iniziale forte attenzione per la prevenzione delle malattie mentali.
Ciò non deve stupirci, essendo l'Illuminismo la corrente ideologica e di pensiero che diede inizio alle cosiddette scienze sociali, pare ovvio prevedere un loro utilizzo in campo sanitario, soprattutto per un tema di così scottante problematicità come la pazzia, e non devono neppure stupirci l'abbondante fioritura di teorie sociologiche sull'insorgenza di malattie mentali, così come di disturbi quali l'alcolismo, che molti di questi autori dipingono come un vero e proprio disturbo mentale.
La svolta decisiva viene sicuramente dall'influsso del chimico e clinico di Halle Geor Ernst Stahl (1660-1734), che con la sua teoria nosologica, notevolmente influenzata dalle moderne correnti mediche della iatrofisica e della iatrochimica, dal nome “animismo”, influenzò notevolmente le generazioni successive. Punto cardine di questa concezione era l'idea che tutte le trasformazione fisico-chimiche del nostro corpo potevano essere regolate solo da un principio comune come l'anima, rappresentando dunque la malattia come una serie di impulsi e reazioni dell'anima contro gli influssi nocivi che ne ledono la stabilità e l'integrità.
Questo tipo di concezione psicogena scosse la precedente tradizione somatica, riscuotendo uno straordinario successo soprattutto in Germania, dove non a caso in quegli stessi anni si andava sempre più affermando la corrente filosofica dell'idealismo.
Nel XVIII secolo, comunque, l'interpretazione somatica non si andò semplicemente affiancando a quella psicologica, ma subì un processo di radicale trasformazione, soprattutto grazie ai successi delle teorie solidistiche e localiste promosse dagli anatomopatologi quali Giovanni Battista Morgagni, che sezionò numerosi malati mentali. A questo punto, come così spesso è accaduto nella storia della medicina, le nuove scoperte condussero ad un'accentuazione eccessiva e alla generalizzazione non giustificata dalla verità di singoli dati di fatto. Le scoperte di Albrecht Von Haller (1752) sulla sensibilità del sistema nervoso e sull'irritabilità dei muscoli furono immediatamente utilizzate e trasformate da Cullen di Edimburgo, che coniò una nuova teoria nosologica sulla patogenesi delle malattie mentali basata su un disturbo o su una malformazione fisica dei nervi; è a lui che dobbiamo il termine attuale di “nevrosi”, ed è sempre da lui che derivano le prime sollecitazioni all'uso della camicia di forza inventata da Mc Bride.
Nel tardo XVIII secolo si assiste ad una sintesi del pensiero somatico e di quello psicologico da parte del filosofo e medico Pierre Cabanis (1757-1808).
Nel suo celebre “Traitè du physique et du moral de l'homme” egli tenta di spiegare i disturbi psicogeni su un piano fisiologico, non negando comunque l'importanza di traumi psichici nell'insorgere delle malattie mentali. Per questo motivo veniva finalmente riconosciuta l'importanza della psicoterapia, sebbene a quel tempo avesse delle connotazioni piuttosto rudimentali e grossolane. Comunque anche se il Settecento fu il secolo della psicoterapia, esso rappresentò anche il secolo in cui si introdussero metodi piuttosto barbari di trattamento psicoterapeutico come le violentissime terapie di shock delle immersioni in acqua gelida, o l'uso, per la prima volta, della corrente elettrica sui pazienti (non a caso a quel periodo risalgono le scoperte di Galvani e Volta) e la celebre sedia di Darwin (ideata dal medico Erasmus Darwin nonno del famoso Charles Darwin) in cui i malati mentali venivano fatti girare finché non usciva loro sangue da bocca naso e orecchie.
L'ampiezza dello sviluppo della psichiatria nel Settecento portò anche allo sviluppo di numerosissimi manuali di psichiatria sia in Inghilterra che a quel tempo dominava la scena della medicina clinica ( William Battie 1758, Arnold 1782, Harper 1789, Haslam 1798) che in Francia (Le Camus 1769, Dufour 1770, Daquin 1791) e persino negli Stati Uniti (Benjamin Rush 1801). Vale la pena citare il testo del medico inglese William Battie “Treatise on madness” come sintesi generale del pensiero della psichiatria scientifica del XVIII secolo. Egli in questo testo propone la classica classificazione delle malattie mentali, che lui divide in pazzia originaria e quindi congenita e pazzia secondaria, che può avere numerosissime cause, suggerendo infine alcuni metodi di trattamento piuttosto inutili e grossolani e non sfiduciando una lenta ma progressiva guarigione naturale del paziente.
Nonostante tutti questi passi avanti la vera svolta epocale della psichiatria si ebbe solo con Philippe Pinel e Jean-Etienne-Dominique Esquirol.

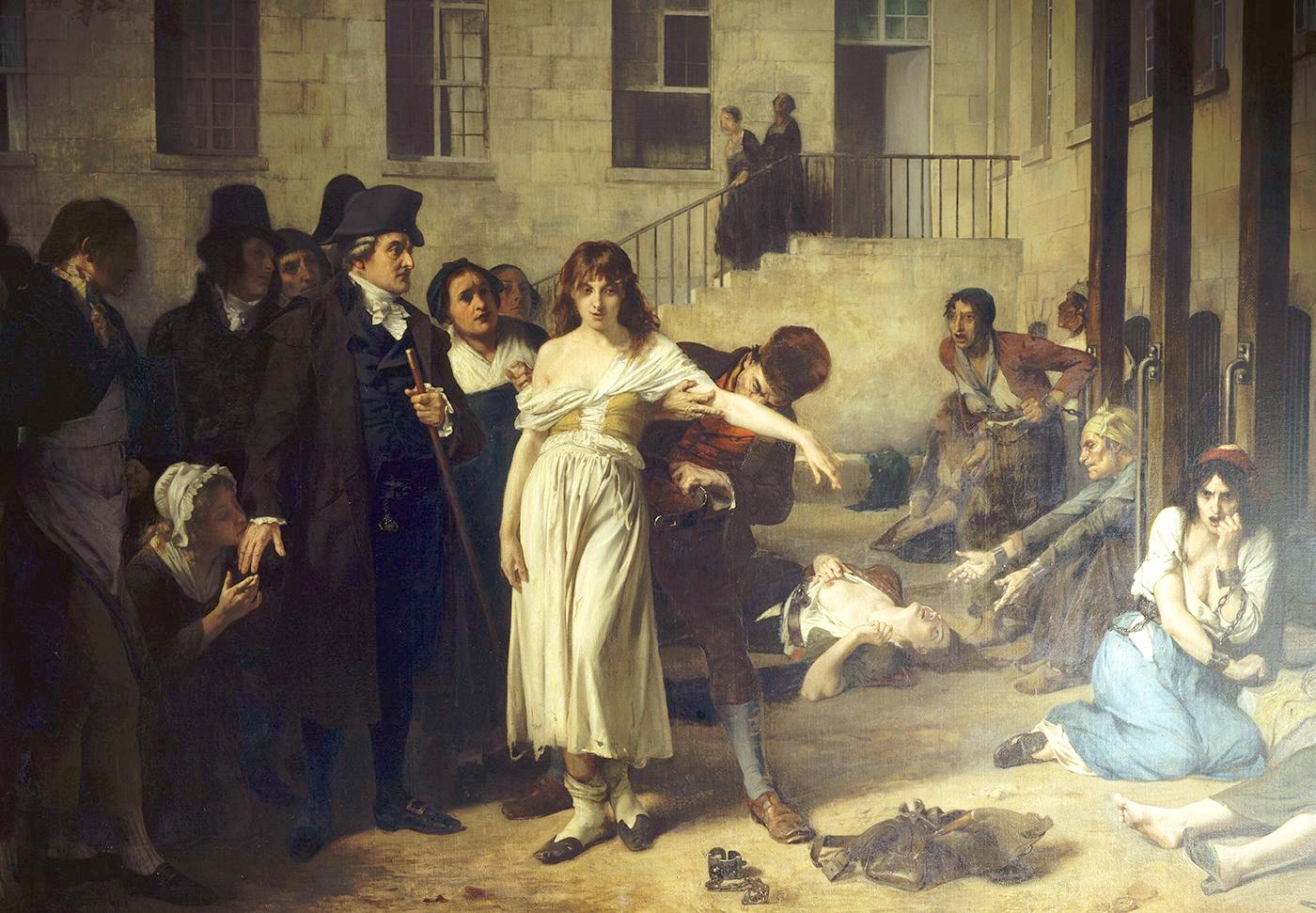
Pinel libera gli alienati dalle catene.

Philippe Pinel il padre della psichiatria  moderna  nacque nel 1745 in un piccolo villaggio del Sud della Francia quale rampollo di medici, trasferitosi a Parigi entrò nel gruppo degli idèologues che si riunivano a casa della vedova Helvètius e in seguito alla Rivoluzione francese ottenne nel 1795 la direzione del manicomio di Salpêtrière, dove ebbe luogo il famoso atto di liberazione dei malati dalle loro catene. Sebbene presso i suoi contemporanei fosse più famoso come internista che non come psichiatria il suo Trattato medico-filosofico sopra l'alienazione mentale (Traitè mèdicophilosophique sur l'aliènation mentale) del 1801 rappresentò una svolta decisiva per la psichiatria del tempo. Questo trattato prende inizialmente le distanze dai suoi predecessori, insistendo sull'importanza del fattore filantropico della sua ideologia.
In seguito affronta il problema delle cause delle malattie mentali identificando innanzitutto l'ereditarietà, poi le istituzioni sociali carenti, uno stile di vita irregolare, le passioni spasmodiche (collera e panico) indebolenti e commoventi, il passaggio da una vita attiva a una inattiva, il conflitto tra pulsioni istintuali e dogma religioso e solo infine fenomeni fisici come l'alcolismo i lesioni craniocerebrali. A questo punto, dopo una breve descrizione della sintomatologia, Pinel propone la sua classificazione delle malattie mentali appoggiandosi essenzialmente al giudizio dei classici che l'hanno preceduto; egli ne distingue infatti 4 tipo ovvero: mania, malinconia, demenza e idiozia.
La mania, o delirio generalizzato, rappresenta nella sua visione il più semplice dei disturbi mentali, essendo derivato da un disturbo dei nervi della regione dello stomaco (punto di vista simile ad una vecchia idea di Platone), si manifesta come un generale disturbo del comportamento ed è quella da cui è più semplice guarire. La malinconia consiste in un'ossessione delirante che affligge il paziente e può sfociare sia in mania che in stati di depressione acuta e perfino nel suicidio; la demenza, che di solito deriva dalla dissolutezza sessuale, consiste in una completa mancanza di logica a livello di pensiero, mentre l'idiozia consiste in una completa assenza di attività spirituale. Di importanza decisiva dal punto di vista terapeutico sono soprattutto i consigli sul livello di organizzazione degli istituti per malattie mentali. L'atteggiamento doveva essere deciso e al tempo stesso liberale, essenziale la suddivisione degli istituti in reparti, sconsigliatissimo l'uso delle catene mentre la camicia di forza poteva essere utilizzata seppur con un uso limitato.
Importante inoltre la continuità del rapporto, il mantenimento di un certo ordine e lo studio della personalità dei malati; andava incoraggiata l'attività fisica e meccanica, bisognava evitare invece di lasciare eccessivo spazio alla religiosità del paziente che rischiava spesso di esaltarli, certamente fondamentale l'isolamento dei malati dalle proprie famiglie il cui contatto aveva spesso esiti solo controproducenti. Consiglia inoltre un controllo continuo dei malati malinconici essendo il pericolo del suicidio sempre presente, condannata invece la violenza come terapia di shock e l'uso delle docce fredde definito dallo stesso Pinel “delirio medico peggiore del delirio stesso del malato”, in caso di presunta guarigione occorreva infine prestare molta attenzione alla dimissione dei malati convalescenti.
Riassumendo si può dire che i punti focali della produzione di Pinel sono: l'indifferenza nei confronti di teorie e classificazioni, la sua forte enfasi sull'osservazione dei fatti clinici e sulla loro interpretazione statistica, il suo “ippocratismo” ovvero il suo atteggiamento improntato all'attesa, all'osservazione e ad una visione etica della vita, la sua preferenza per le ipotesi eziologiche di natura psicogena, la sua filantropia e la sua fiducia nella guarigione dei pazienti.
Tra i suoi allievi psichiatri quello che sicuramente ebbe un'importanza decisiva nello sviluppo della psichiatria ad un livello molto simile a quello del suo maestro fu sicuramente Esquirol.
Esquirol proveniva dalla stessa regione della Francia di Pinel, anch'egli figlio di medici, con lo stesso orientamento ideologico del maestro. Di enorme importanza per il moderno sviluppo della psichiatria Esquirol tenne molti corsi di psichiatria che contribuirono a rendere la scuola francese una delle più importanti della prima metà dell'Ottocento, fu uno statista migliore di Pinel e non esitò a mettere in pratica ogni tipo di nuovo rimedio terapeutico nella cura dei suoi pazienti. Fu inoltre uno dei primi ad accettare l'interpretazione di Franz Joseph Gall che identificava nel cervello, e non più nello stomaco l'origine della mania. Esquirol evidenziò l'importanza dei cambiamenti sociali e dell'isolamento dell'uomo moderno come genesi delle malattie mentali, non a caso il termine aliènation è una delle espressioni francesi per indicare le malattie mentali. A Esquirol risale inoltre la distinzione tra illusione e allucinazione e una particolare attenzione per la scottante questione investigata dal punto di vista statistico sul presunto aumento delle malattie mentali nell'epoca moderna rispetto al passato. Dal punto di vista delle riforme sociali a lui risale la legge del 1838 che stabiliva le norme di gestione degli istituti psichiatrici in Francia, legge poi presa a modello da numerosi paesi europei.
Un famoso istituto privato fondato su questo modello è '’istituto privato parigino del dottor Esprit Blanche e di suo figlio Emile in cui trovarono rifugio molti famosi artisti e letterati, da Nerval a Maupassant. Degli allievi di Esquirol è interessante citare Etienne-Jean Georget (1795-1828), amico del pittore Gèricault, che si interessò soprattutto di psichiatria forense e di localizzazione cerebrale delle malattie mentali. Jean-Pierre Falret fu pioniere dello studio del suicidio, fu il primo nel 1853 a descrivere la “follia circolare” e, quale importante innovazione sociale, promosse la creazione di fondi speciali per malati dimessi (1843). Louis Florentin Calmeil fu uno dei primi a considerare la paralisi progressiva come una malattia specifica (1826) e fu inoltre l'autore di una classica storia sulle psicosi di massa. La teoria sulla paralisi progressiva vista come una malattia a sé stante apparteneva in realtà a Antoine Laurent Bayle, un esponente del movimento somatico. La contrapposizione tra orientamento psicologico e orientamento somatico sulla genesi delle malattie mentali non raggiunse in Francia lo stesso livello di antagonismo di paesi come la Germania, tuttavia tra i due schieramenti prevalse quello somatico, che anzi assunse la peculiare forma della teoria della degenerazione psichiatrica.

## Ottocento

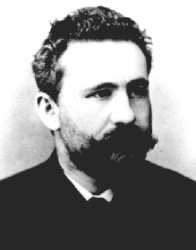
Emil Kraepelin, fondatore della moderna psichiatria scientifica.

Per quanto riguarda la storia della psichiatria dell'Ottocento è necessario ora addentrarci ed esaminare lo sviluppo di tale disciplina scientifica in Germania, che nel corso del XIX secolo offrirà la psichiatria dominante su piano internazionale.
Nei primi decenni del secolo essa era stata dominata dal movimento Romantico, così come tutte le altre discipline culturali e la stessa medicina; non a caso molti psichiatri di quel tempo furono anche poeti. L'espressione più pura del movimento Romantico in psichiatria è rappresentata dal movimento degli Psychiker, ovvero coloro che consideravano le malattie mentali patologie pure di un'anima senza corpo; in contrapposizione ai Somatiker che intendevano le malattie mentali esclusivamente nella loro componente somatica, accompagnata da disturbi più o meno grave di carattere di tipo psicologico. Occorre precisare che gli appartenenti al movimento psichico erano del tutto distanti dalle moderne concezioni psicopatologie, e ciò che loro intendevano per “psichico” apparteneva in realtà prevalentemente alla sfera morale. Numerosi prominenti medici romantici consideravano infatti le malattie come frutto del peccato. Il più eminente promotore di questo punto di vista in psichiatria fu Johann Christian August Heinroth, egli infatti nel suo manuale del 1818 considerava la malattia mentale una vera e propria malattia dell'anima, e quindi essenzialmente una forma di non-libertà individuale.
Il peccatore veniva infatti punito da Dio con la perdita della volontà personale, questa teoria rifiutava ovviamente il concetto di ereditarietà in quanto ogni individuo è dotato di un'anima propria unica e irripetibile. Accanto a questi “psichici” ad orientamento religioso ve ne erano anche alcuni ad orientamento etico, per cui il criterio ultimo della salute psichica era l'agire rettamente e moralmente ispirati; le deviazioni mentali erano pertanto causate da passioni smodate e immorali. Molte di queste teorie rappresentarono sicuramente dei passi indietro rispetto alle conquiste ottenute in altri paesi, basti pensare che alcuni di questi psichiatri riconsiderarono perfino le possessioni demoniache come causa delle malattie mentali. Molto più sobrio era l'atteggiamento mentale dei somatici, sebbene non privo anch'esso di influenze mistiche di chiaro sapore romantico. Tra di essi ricordiamo Friederich Nasse che fondò numerose riviste psichiatriche e Carl Wigand Maximilian Jacobi che si interessò di tutte le manifestazioni somatiche delle malattie mentali.
Sul piano organizzativo la psichiatria tedesca di quegli anni fu caratterizzata da una notevole crescita: furono fondati numerosissimi istituti moderni (nel 1811 Sonnenstein, nel 1825 Siegburg, nel 1830 Sachsenberg) e furono proprio i direttori di questi istituti a rappresentare tra il 1830 e il 1860 la forza trainante della psichiatria tedesca. Sul piano ideologico costoro erano orientati nel senso di un'antropologia filosofica che si basava su un'unità innegabile tra anima e corpo e rappresentarono una sorta di punto intermedio tra il Romanticismo e il meccanicismo più grezzo della seconda metà del secolo; grazie al contributo di Wilhelm Griesinger fu quest'ultimo punto di vista a prendere il sopravvento e la “psichiatria istituzionale” tedesca fu rimpiazzata dalla “psichiatria universitaria” tedesca ottenendo vasto credito sul piano internazionale. La prima metà del XIX secolo vide anche l'utilizzo smodato di metodi di trattamento terapeutico piuttosto brutali come la sedia girevole, le docce fredde e la cosiddetta terapia “della vergogna e del dolore”.
Wilhelm Griesinger rappresentò per la psichiatria tedesca di quel tempo un decisivo punto di svolta. Nato a Stoccarda nel 1817 studiò medicina a Tubinga e a Zurigo diventando un ottimo internista e un ottimo psichiatra, nel 1845 pubblicò il suo testo più importante nel campo della psichiatria ovvero Patologia e terapia delle malattie psichiche. In questo testo egli esprime l'esigenza di poter conferire una localizzazione patologica del cervello nella diagnosi delle malattie psichiche, sebbene sia consapevole che per non tutte le malattie mentali possano essere riscontrate lesioni cerebrali corrispondenti; egli riconosce inoltre l'importanza delle cause psicologiche nell'insorgere delle patologie mentali ma ammonisce in una loro sopravvalutazione.
Nel suo secondo testo di carattere psichiatrico, ovvero le Considerazioni preliminari a carattere fisiopatologico, egli afferma che tutte le percezioni sensoriali mettono capo al cervello dove vengono trasformate in rappresentazioni, le quali possono anche rimanere inconsce; egli molto prima di Freud sosteneva che la maggior parte della vita psichica potesse aver luogo a livello inconscio. Le stimolazioni esterne del cervello davano dunque luogo a rappresentazioni anormali, che producevano disturbi soprattutto a livello della sfera emotiva. Il dolore psichico, elemento costitutivo delle malattie mentali, si può spiegare in maniera analoga al dolore fisico e dipende, nella sua visione, dall'irritabilità del cervello. Il soggetto affetto da un dolore psichico troppo grande manifestava un disturbo dell'attività sensoriale con la proiezione di idee false (deliri) che conducevano poi ad azioni motorie e quindi a decisioni fuori strada. Questo disturbo dei riflessi formava la base della teoria psichiatra di Griesinger che appunto si fondava su una sorta di teoria dell'azione riflessa.
In maniera impercettibile Griesinger passa poi dalla fisiologia ad una primitiva analisi psicologica dell'esistenza umana, ovvero la sua “psicologia dell'Io”. Egli concepisce l'Io (ego) come un'istanza in cui sfociano tutte le varie rappresentazioni elaborate dal cervello, quando l'Io è in salute queste rappresentazioni sono in equilibrio reciproco le une con le altre e il soggetto è capace di autodominio e capacità critico-razionali che gli permettono di realizzare il suo senso di libertà. Quando l'Io subisce degli influssi esterni, che possono essere di natura psichica ma anche fisiologica, esso tende inizialmente ad opporsi all'insorgere di queste alterazioni con lo sviluppo di emozioni altrettanto forti come la tristezza, a lungo andare se le alterazioni risultano essere troppo gravi l'Io può risultarne frantumato e addirittura distrutto; nel caso di una distruzione dell'Io la guarigione risulta assolutamente impossibile. Dopo aver delineato questi peculiari e primitivi elementi di psicologia Griesinger analizza infine in dettaglio i disturbi del tono dell'umore, della sensibilità, del pensiero, del sensorio, della volontà e della motricità.
I disturbi mentali iniziano spesso con stati d'ansia in cui il soggetto diviene eccessivamente sensibile alle influenze esterne diventando, a lungo andare, apatico e ottuso. Il corso delle idee subisce un'accelerazione provocando confusione mentale e idee deliranti che prendono le basi dalle precedenti convinzioni del malato; la memoria rimane in genere ben conservata. I disturbi della volontà variano dalla totale assenza della stessa (stupore), all'iperattività e l'estasi. I disturbi elementari della sensibilità consistono in stati allucinatori e deliranti che manifestano anche alcune analogie con stati di normalità che producono gli stessi effetti come il sogno, il delirio febbrile e gli stati di intossicazione. La guarigione poteva aver luogo sotto forma di “risveglio” così come essere il risultato di una lunga e sofferta lotta interna. Risultava ovviamente difficilissimo effettuare una diagnosi precisa nel trattamento delle malattie mentali in quanto bisognava tener conto di tutto il vissuto psichico del paziente, infatti l'anomalia fisica di una sezione del cervello, che deve essere individuata dal medico, poteva essere stata originata da una serie di fattori psichici di difficile individuazione.
Ulteriori brillanti osservazioni di Griesinger possono essere considerati la credenza in base alla quale i diversi paesi stranieri sembravano essere predisposti a differenti malattie mentali, la convinzione che la civiltà moderna avesse prodotto un consistente aumento delle malattie mentali e il rifiuto del concetto di ereditarietà, che veniva piuttosto visto come conseguenza di un'educazione troppo rigida o come maggiore predisposizione e sensibilità dell'anima nei confronti del dolore.
La terapia doveva essere umana e non brutale, l'obiettivo principale era quello di rafforzare e ricostruire la frammentata identità dell'Io per cui non aveva senso assecondare i deliri del malato.
C'è da dire infine che Griesinger era piuttosto ottimista nei confronti di una possibile guarigione del malati mentali.
L'eccezionale importanza di Griesenger sta nella sua enfasi sull'anatomia patologica del cervello e sulla sua visione unitaria della neurologia e della psichiatria; non a caso è considerato il padre della moderna neuropsichiatria. Il suo contributo va però anche oltre questo, egli ci offre nella sua opera una sintesi sistematica dal punto di vista anatomico, fisiologico-psicologico e clinico. La malattia mentale non viene più vista come una serie di sintomi ma come un processo unitario (fa sua infatti la concezione del maestro Zeller di “psicosi unica”) in cui per la prima volta vengono messe in luce in modo molto brillante le cause psicologiche della patogenesi dei disturbi mentali.
Con Griesinger e i suoi allievi ha dunque di fatto inizio la fase di transizione dalla psichiatria asiliare alla psichiatria universitaria e grazie al suo contributo la psichiatria tedesca si apprestava sempre più a svolgere un ruolo di guida sul piano internazionale.
Le radici degli odierni sistemi di cura affondano nel XVIII secolo, quando furono concepiti i primi asili per gli alienati. Da queste strutture derivano i manicomi od ospedali psichiatrici che, anche in Italia, sono stati rifugio/prigione per i malati durante gran parte del XX secolo. In tali ambienti l'elevata concentrazione di pazienti favoriva l'osservazione e la classificazione delle malattie da parte degli psichiatri (o alienisti). In tale epoca la storia della psichiatria coincide di fatto con la storia della schizofrenia; Emil Kraepelin (1856-1926), fondatore della moderna psichiatria scientifica , ed Eugen Bleuler (1857-1939) ne furono i due principali studiosi.
Fino ad allora, la malattia mentale era considerata sostanzialmente inguaribile, progressiva ed incomprensibile. Questo giustificava la segregazione dei pazienti per la salvaguardia delle "persone civili e del pubblico decoro". Gli strumenti terapeutici in molte istituzioni mediche ottocentesche erano spesso improvvisati: docce ghiacciate, diete sbilanciate, isolamento e contenzione fisica sono solo alcune delle pratiche cui venivano sottoposti i pazienti. La situazione era destinata a migliorare notevolmente nel corso del Novecento, grazie all'introduzione di varie forme di psicoterapia ed alla scoperta degli psicofarmaci.

## Novecento

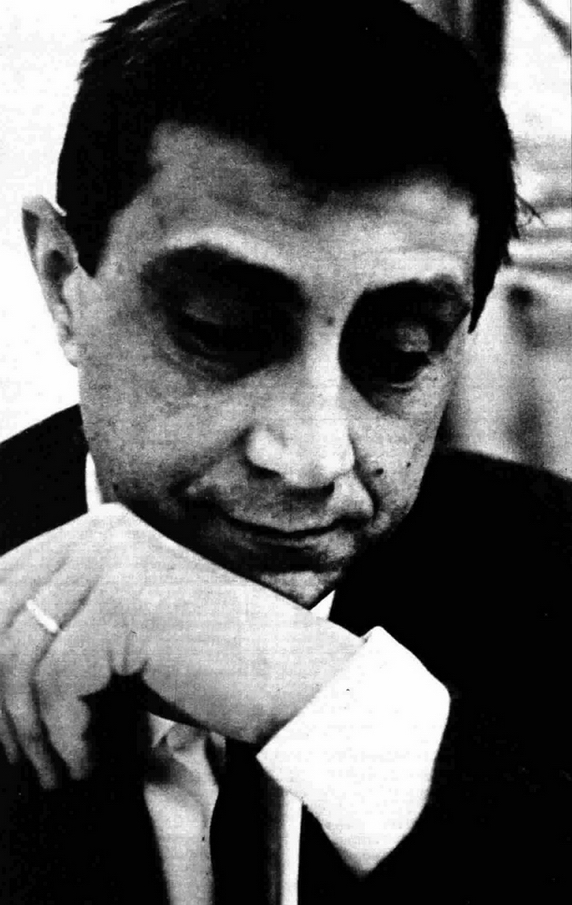
Franco Basaglia.

Un ulteriore contributo, sebbene in maniera del tutto autonoma, è contemporaneamente derivato dall'opera di Sigmund Freud (1856-1939), che criticava l'idea di incurabilità. Freud, basandosi sugli studi da lui effettuati insieme a Jean-Martin Charcot e Joseph Breuer e sulle nuove idee riguardanti l'inconscio, elaborò il primo modello completo sulle malattie mentali e un approccio psicoterapeutico per il loro trattamento (psicoanalisi). Il suo rimase il modello predominante utilizzato nella professione medica per il trattamento dei disturbi mentali fino alla metà del XX secolo, quando lo sviluppo della terapia elettroconvulsivante (introdotta negli anni trenta) e delle cure basate sui farmaci riportarono la pratica psichiatrica verso un approccio più meccanicistico.
Nella Germania nazista e poi nell'Unione Sovietica le conoscenze di psichiatria furono strumentali all'eliminazione di oppositori politici e all'attuazione di politiche eugenetiche. In Germania esistevano commissioni formate da psichiatri e medici incaricate di "selezionare" i malati fisici e psichici che dovevano subire l'eutanasia; in URSS la dissidenza politica poteva essere diagnosticata come alienazione mentale e l'oppositore veniva allontanato dal posto di lavoro e spesso rinchiuso in ospedale psichiatrico. Anche in Italia ci fu, sembra, qualche caso simile. Emblematica la vicenda di Ida Dalser e del figlio, che coinvolse la figura di Mussolini.
I primi psicofarmaci, destinati a cambiare in modo radicale e diffondere le metodologie di cura, furono sintetizzati fra gli anni quaranta e cinquanta e conobbero una rapida diffusione. Nei decenni seguenti, il netto miglioramento delle conoscenze di neurochimica ed il continuo sviluppo di nuove molecole (che possono agire sempre più incisivamente e selettivamente su particolari siti e tipi di recettori neurotrasmettitoriali, con effetti secondari progressivamente sempre più ridotti) hanno migliorato ed arricchito notevolmente le opzioni terapeutiche disponibili per la gestione e la cura delle principali malattie psichiatriche.

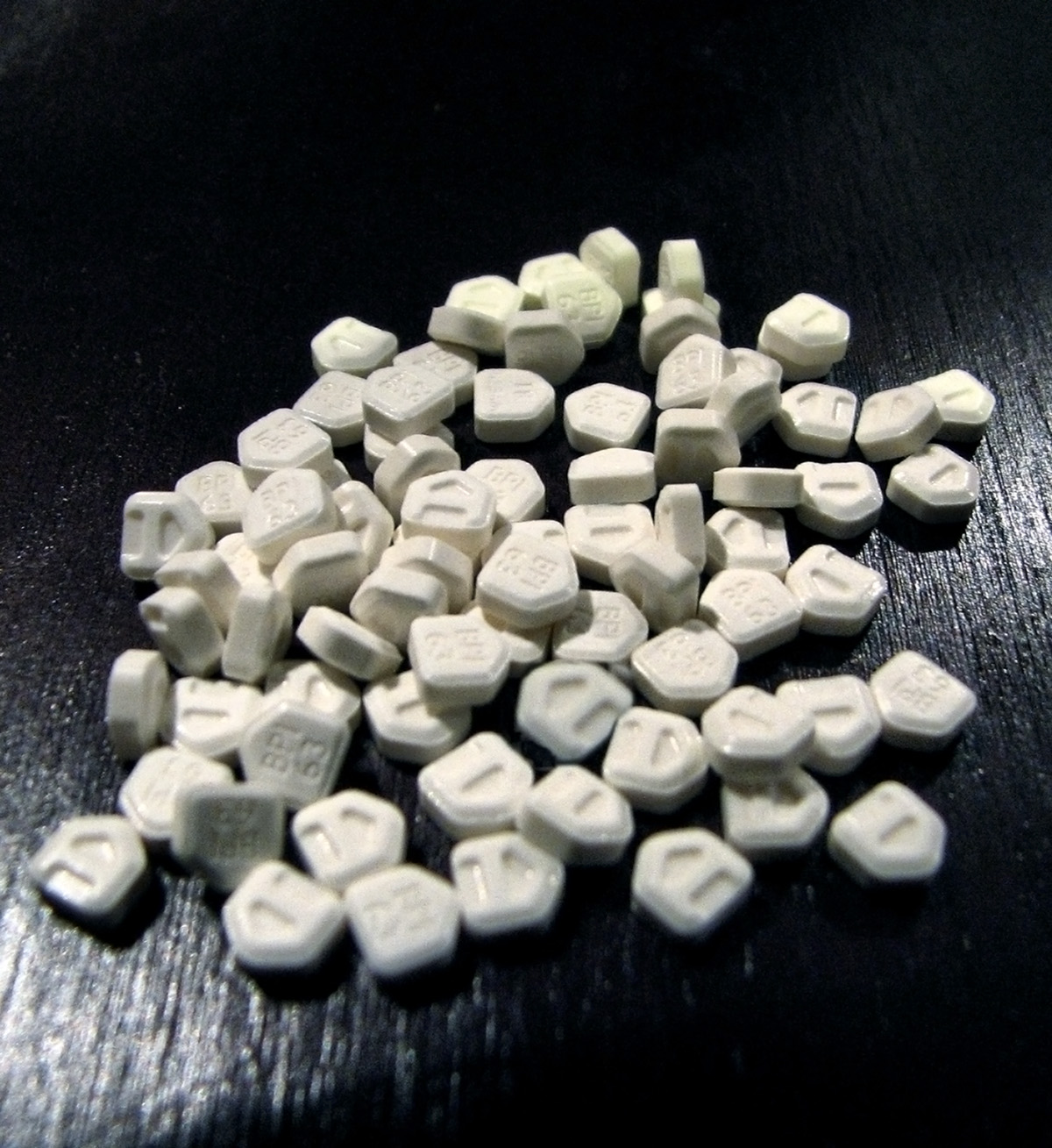
Benzodiazepine, psicofarmaco ad effetto tranquillante.

Dal secondo dopoguerra, i sostanziali progressi della ricerca dovuti alla scuola comportamentista hanno dato origine a forme di psicoterapia che si sono dimostrate efficaci, in prove controllate, nel ridurre o eliminare molte condizioni psicopatologiche, specie con il supporto della terapia farmacologica. Il panorama delle psicoterapie oggi disponibili è vasto e complesso, facente capo a scuole di diverso orientamento e talora in conflitto tra loro, ma ha notevolmente ampliato la possibilità di scelta dei pazienti e di trattamento dei disturbi. Vanno ricordate: le psicoterapie psicodinamiche (d'ispirazione psicoanalitica), le terapie sistemiche e familiari, le psicoterapie di gruppo, la terapia del comportamento e la terapia comportamentale-cognitiva, talora denominata brevemente terapia cognitiva.
In diversi casi, le psicoterapie possono essere integrate con trattamenti farmacologici, al fine di massimizzare l'efficacia congiunta dei due approcci.
Nel 1948 G. Brock Chisholm e J.R. Rees fondarono la Federazione Mondiale della Salute Mentale (WFMH, World Federation for Mental Health), che promosse iniziative governative per l'aumento degli psichiatri e dei fondi per le politiche di salute mentale.
Nel corso dei decenni successivi l'APA (American Psychiatric Association) produsse diverse edizioni del suo Diagnostic and Statistical Manual (DSM) dei disturbi mentali, che al momento attuale rappresenta la più diffusa tipologia di categorizzazione nosografica delle patologie psichiatriche, caratterizzata (secondo i suoi sostenitori, ma tale posizione è stata spesso criticata) da criteri di universalismo ed ateoreticità.
Sebbene tuttora non si conoscano terapie in grado di guarire completamente le forme più gravi di malattia mentale, psicofarmaci e psicoterapie, se usati in modo esperto, contribuiscono a migliorare in modo sostanziale la condizione dei pazienti; in molti casi è possibile arrivare ad una completa remissione o almeno ad un significativo controllo della sintomatologia.
Nel 1978 Franco Basaglia, esponente della psichiatria fenomenologica e fondatore di quello che diventerà il movimento denominato "Psichiatria Democratica", portò nel Parlamento italiano una legge che prevedeva la dismissione degli ospedali psichiatrici e la cura dei malati negli ambulatori territoriali.
La Legge 180/78, tuttora vigente, prevede il ricovero solo in caso di acuzie (presso gli SPDC, i Servizi Psichiatrici di Diagnosi e Cura), rendendo l'Italia un paese pioniere nel riconoscere i diritti del malato e nel favorire la territorializzazione dei Servizi di cura del disagio psichico (CSM - Centri di Salute Mentale; SERT - Servizi per le Tossicodipendenze; Centri diurni; Residenze Protette o Semiprotette; Consultori).